# Volta a la Gran Bretanya 2016
La Volta a la Gran Bretanya 2016, 13a edició del Volta a la Gran Bretanya, es disputa entre el 4 i l'11 de setembre de 2016 sobre un recorregut de 1.296,9 km repartits amb vuit etapes. L'inici de la cursa fou a Glasgow, mentre el final és a Londres. La cursa formava part del calendari de l'UCI Europa Tour 2016, amb una categoria 2.1.

## Equips
L'organització convidà a prendre part en la cursa a onze equips World Tour, cinc equips continentals professionals, quatre equips continentals i un equip nacional:
| WorldTeams (11)- Dimension Data - Sky - Etixx-Quick Step - Movistar Team - BMC Racing Team - Cannondale-Drapac - Lotto-Soudal - Orica-BikeExchange - Giant-Alpecin - Lotto NL-Jumbo - Trek-Segafredo Equips continentals professionals (4)- Bardiani CSF - Caja Rural-Seguros RGA - ONE Pro Cycling - Wanty-Groupe Gobert Equips continentals (5)- Wiggins - An Post-ChainReaction - JLT Condor - Madison Genesis - NFTO Equip nacional- Gran Bretanya |
| |

## Etapes
| Etapa      | Data      | Ciutats d'etapa          | type                      | Distància (km) | Vencedor de l'etapa | Líder de la general |
| ---------- | --------- | ------------------------ | ------------------------- | -------------- | ------------------- | ------------------- |
| 1a etapa   | 4 de set  | Glasgow – Castle Douglas | etapa accidentada         | 161,6          | André Greipel       | André Greipel       |
| 2a etapa   | 5 de set  | Carlisle – Kendal        | etapa accidentada         | 188,2          | Julien Vermote      | Julien Vermote      |
| 3a etapa   | 6 de set  | Congleton – Knutsford    | etapa accidentada         | 179,4          | Ian Stannard        | Julien Vermote      |
| 4a etapa   | 7 de set  | Dinbych – Builth Wells   | etapa accidentada         | 218            | Dylan Groenewegen   | Julien Vermote      |
| 5a etapa   | 8 de set  | Aberdâr – Bath           | etapa accidentada         | 194,5          | Jack Bauer          | Julien Vermote      |
| 6a etapa   | 9 de set  | Sidmouth – Haytor        | etapa accidentada         | 150            | Wout Poels          | Steven Cummings     |
| 7a a etapa | 10 de set | Bristol – Bristol        | contrarellotge individual | 15             | Tony Martin         | Steven Cummings     |
| 7a b etapa | 10 de set | Bristol – Bristol        | etapa accidentada         | 90             | Rohan Dennis        | Steven Cummings     |
| 8a etapa   | 11 de set | Londres – Londres        | etapa plana               | 100            | Caleb Ewan          | Steven Cummings     |

## Classificació final
|    | Rider                  | Team                | Time        |
| -- | ---------------------- | ------------------- | ----------- |
| 1  | Steve Cummings (GBR)   | Dimension Data      | 31h 30' 45" |
| 2  | Rohan Dennis (AUS)     | BMC Racing Team     | + 26"       |
| 3  | Tom Dumoulin (NED)     | Team Giant-Alpecin  | + 38"       |
| 4  | Tony Gallopin (FRA)    | Lotto-Soudal        | + 1' 02"    |
| 5  | Dylan van Baarle (NED) | Cannondale-Drapac   | + 1' 21"    |
| 6  | Nicolas Roche (IRL)    | Team Sky            | + 1' 26"    |
| 7  | Xandro Meurisse (BEL)  | Wanty-Groupe Gobert | + 1' 48"    |
| 8  | Ben Swift (GBR)        | Team Sky            | + 1' 52"    |
| 9  | Julien Vermote (BEL)   | Etixx-Quick Step    | + 2' 12"    |
| 10 | Jacopo Mosca (ITA)     | Trek-Segafredo      | + 2' 32"    |